# Plumatella repens
Plumatella repens är en mossdjursart som först beskrevs av Carl von Linné den yngre 1758.  Plumatella repens ingår i släktet Plumatella och familjen Plumatellidae.
Artens utbredningsområde är havet kring Nya Zeeland. Arten är reproducerande i Sverige.

## Underarter
Arten delas in i följande underarter:
- P. r. osburni
- P. r. rugosa
- P. r. typica